# 日立製作所笠戸事業所

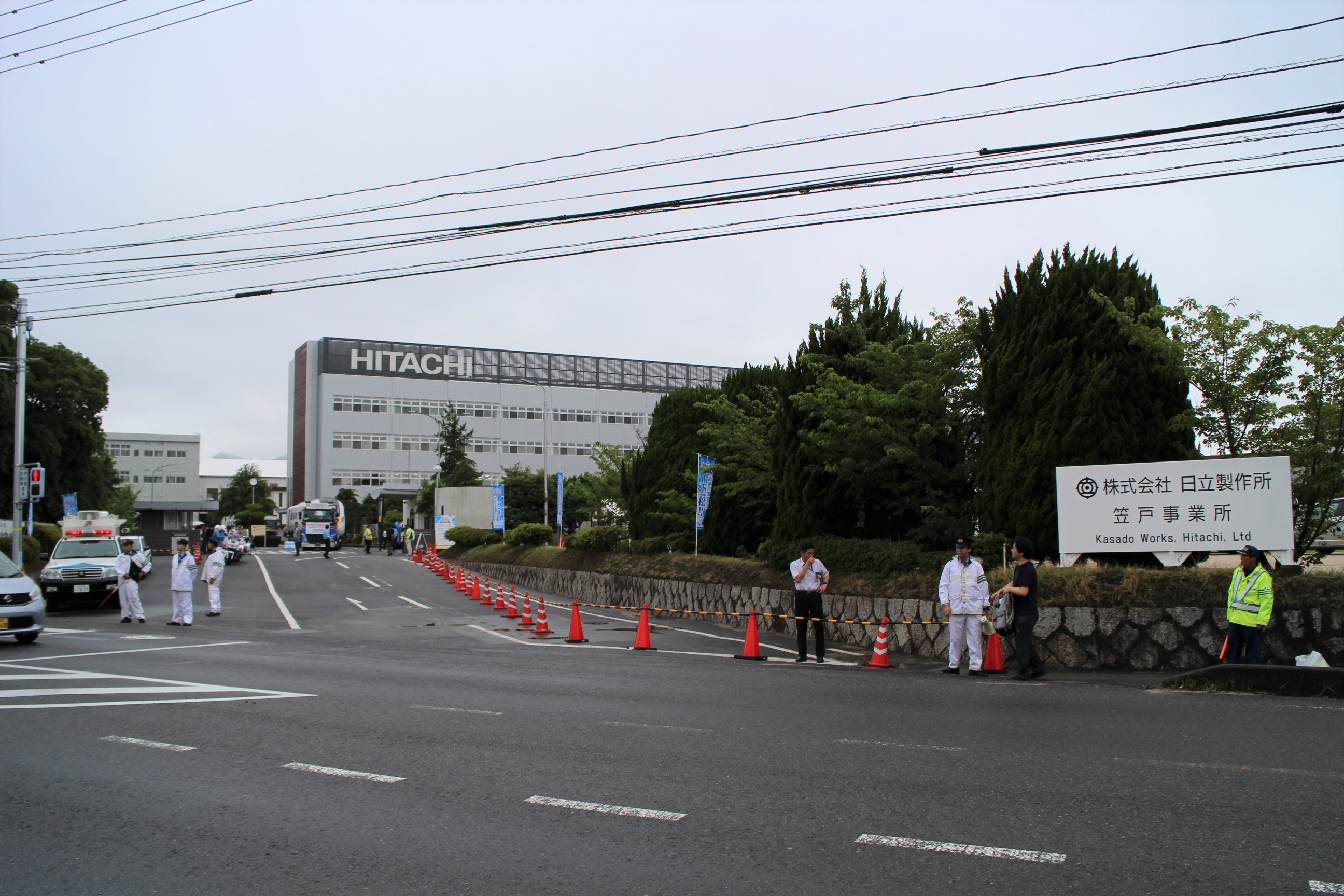
日立製作所笠戸事業所（2019年撮影）

日立製作所 笠戸事業所（ひたちせいさくしょ かさどじぎょうしょ）は、山口県下松市東豊井に所在する日立製作所の製造拠点の一つ。鉄道ビジネスユニット（社内カンパニー）の主たる事業拠点である。
1921年（大正10年）5月1日、日立製作所が日立製作所笠戸工場として設立。敷地面積52ヘクタール (ha)、従業員数約1,500人（2021年3月末現在）。蒸気機関車、新幹線、電車、ディーゼル機関車、モノレール、路面電車など、鉄道車両を多く製造している。

## 概要
下松市の南部、笠戸島の対岸に工場群を構え、サッカースタジアム約9個分、520,000m2の広さがある。事業所に隣接して日立ハイテクノロジーズ笠戸事業所と日立交通テクノロジー笠戸事業所、日立プラントテクノロジー笠戸生産統括部があり、営業用鉄道車両のみならず保守用車両や保守機材の製造も手がけ、艤装関係も自社グループで完結できる体制を整えている。
製造された車両は専用線を通じて山陽本線下松駅から全国に発送（甲種輸送）される。新幹線車両・阪急電鉄向け車両・海外向け車両は国道188号・県道徳山下松線を経由し、徳山下松港下松第2埠頭から船積みされて車両基地近くの港まで運ばれ、そこから陸送される。JR西日本の在来線車両（207系・221系・683系など）を製造していた時代は、JR西日本向けの車両は試運転を兼ねて下松駅から配属先まで自力回送していた。
本事業所に限らず、公道経由で鉄道車両を陸送する場合は通常深夜に行われるが、下松市が「ものづくりのまち」のPRを目的に日本初の鉄道車両日中陸送を企画、2017年3月5日の日中に当該道路を一時封鎖して800形（クラス800）先頭車1両の陸送を行い、約3万人が詰めかけた。また、2019年にも下松市制80周年記念事業として下松商工会議所などが企画し、7月14日にクラス800先頭車2両の日中陸送を行い、約3万5千人が詰めかけた。
1988年には、株式会社フジテレビジョン（現・フジ・メディア・ホールディングス）と東日本旅客鉄道（JR東日本）との共同企画として日本国内を走行したオリエント急行（オリエント・エクスプレス '88）の車両が来日した際、台車を日本国内で走行可能な狭軌用のものに履き替える作業を始めとして、各客車をJR各線の車両限界に合致させるための改造作業を行った実績を残している（この企画のメインスポンサーが日立だった関係もある）。客車は香港から船で下松港まで輸送されて来日し、離日の際も下松から船積みされている。
2009年12月、日立が製造した395形電車（クラス395）が、英国の高速鉄道（CTRL）にて運行を開始した。
2010年6月22日、日立製作所は国外向け鉄道システム事業において、三菱重工と協業することで基本合意したと発表した。
2024年4月27日には下松市制施行85周年・下松市観光協会創立50周年事業として、台鉄EMU3000型先頭車2両の日中陸送イベント「道路を走る鉄道車両見学プロジェクト」を5年ぶりに開催（今回は埠頭への片道輸送ではなく日立笠戸事業所と下松駅南口の間の往復）、公式発表で下松市の人口に匹敵する約5万人が詰めかけた。

### 関連会社
- 日立レール - イタリアで鉄道車両を製作する日立製作所の子会社。アンサルドブレーダを買収したもの。
- 日立製作所ニュートン・エイクリフ工場 - イギリスのカウンティ・ダラムに所在。イギリス向けA-trainの製造を笠戸事業所から引き継いだ。

## 製品
車両に搭載する機器類にも独自技術が多く、1940年代には多段式自動加速制御器の原点である「日立MMC制御」を開発した。1952年に笠戸工場で制作された高松琴平電鉄10000形は、日本初のワンハンドルマスコンを採用した。その他、相模鉄道では日立製作所オリジナルのブレーキ装置として「電磁直通弁式電磁直通ブレーキ（通称：日立式電磁直通ブレーキ）」が採用されている。

現在製造されている車両はほぼ全量がアルミニウム合金製の電車であり、JR向け、民鉄向けを問わず幅広く扱い、新幹線車両の受注もしている。
笠戸交通システム本部車両システム設計部で「A-train」の開発を行っており、「A-train」を採用した車両の製造はほぼ全て笠戸事業所で行われている。「A-train」とは、アルミニウム押し出し型材を摩擦攪拌接合（FSW）工法により溶接したダブルスキン構造の構体をもち、また構体と別に内装をモジュール化して製作する自立型内装構造をもつ規格型車両で、これを実用化して低コスト・短納期での生産を可能にした。但し、新幹線の先頭部に関しては採算性の問題から押し出し加工ではなく昔ながらの打ち出し板金の技術を用いて成形されており、笠戸事業所のある下松市を中心に、高い技術力を持つ協力会社が多数存在する。
過去には普通鋼製やステンレス鋼製の車両も手掛けていたが、現在はアルミニウム製車両のみに特化している。ステンレス車両は国鉄205系電車などで、同社が手がけた最後の非アルミ製の車両は、2003年に製造された名古屋市営地下鉄名城線の2000形である。 
2002年にアルナ工機（現・アルナ車両）が鉄道線車両から撤退した際には、アルナが扱っていた阪急電鉄、東武鉄道向け新製車両製造の事実上の受け皿となり、九州旅客鉄道（JR九州）の新製電車は、以前はほぼ全車両が近畿車輛と当事業所に集約されていたが、現在、九州旅客鉄道（JR九州）の新製電車はほとんどがA-Trainを採用し、当事業所での製造が主流になっている。東海旅客鉄道（JR東海）、西日本旅客鉄道（JR西日本）では、2000年代以降車両製造は新幹線のみとなっている。

また、モノレール車両の製造も多く手がけ、跨座式モノレールのシステムであるアルヴェーグ式モノレールシステムをドイツから導入し「日立アルヴェーグ式モノレール」として東京モノレールなどに納入している。
かつては蒸気機関車 (SL)・電気機関車 (EL)・ディーゼル機関車 (DL)・気動車・客車・貨車、普通鋼やステンレス鋼製の電車の製造も行っていた。ただし電気機関車 (EL)は茨城県ひたちなか市の日立製作所水戸工場が主力生産工場であった。水戸工場では車両の電気機器を引き続き生産しており、電気機器のみ受注した事業者も多数存在する。逆に、完成車は日立製だが電気機器は他社製品というものも存在する。
工場内は通常は関係者以外立入禁止であるが年に1回程度工場開放イベントが行われる際は一般開放され工場見学ができるようになっている。また、2021年5月には工場内に歴史記念館が建設され工場開放イベントで入場ができるようになっている。記念館には新幹線500系電車の先頭車両が展示されている。

## 沿革
日立鉱山の修理工場を事業の起源とし、主たる事業拠点を茨城県を始めとする関東地方に集中させている日立製作所にあって、関東から遠く離れた山口県下松に事業拠点を構えるのは、日立鉱山（久原鉱業所）の創業者であり、「鉱山王」の異名を取った久原房之助の一大構想に由来する。
久原鉱業所の成功で一財を成した房之助は、自分の郷里である山口県に於いて一大プロジェクトを描いていた。それは山口県都濃郡下松町（現在の下松市）から都濃郡太華村（現在の周南市櫛浜）にかけての周防灘沿岸一帯を埋め立て、一大工業地帯とすることであった。その著として、久原は自ら造船業に乗り出すことになり、1915年（大正4年）に日本汽船株式会社を立ち上げることとなる。創業当初の日本汽船は好調を極め「造った船はでき上がるまでに何層倍の高値で、羽が生えたように飛んでいった」（宮本又次著「大阪商人太平記」より）といわれるほどであった。
しかしその一方で、造船業以外にも事業を急拡大させた房之助は第一次世界大戦の終結をきっかけに一転苦境に陥ることとなる。前述のプロジェクトを実現させるべく1919年（大正8年）に下松の埋立地にて日本汽船笠戸造船所の操業を開始するも、早くも翌々年の1921年（大正10年）には房之助の元から独立を果たしていた小平浪平率いる日立製作所が日本汽船笠戸造船所を取得することとなり、ここに笠戸は日立傘下の製造拠点の一つとなったのである。なお、房之助自身も1928年には久原鉱業所の社長の座を義兄である鮎川義介に譲り、経営の一線から退き、政界に転身している。
造船を手がけていなかった日立は、笠戸造船所の施設を「笠戸工場」として鉄道車両の製作に振り向けることとなり（1920年にはタンク式蒸気機関車の製造実績があったという）、3年後の1924年（大正13年）に国産第1号となる大型機関車である国鉄ED15形電気機関車を完成させ（笠戸工場は機械部分を担当）、日立の鉄道車両造りの歴史が始まることになる。

鉄道車両以外の製品としては、三式潜航輸送艇「ゆI型」（ゆ1 - ゆ25）、「ゆII型 潮」などを製造した。

## 笠戸事業所で製造された車両

### 鉄道省・国鉄

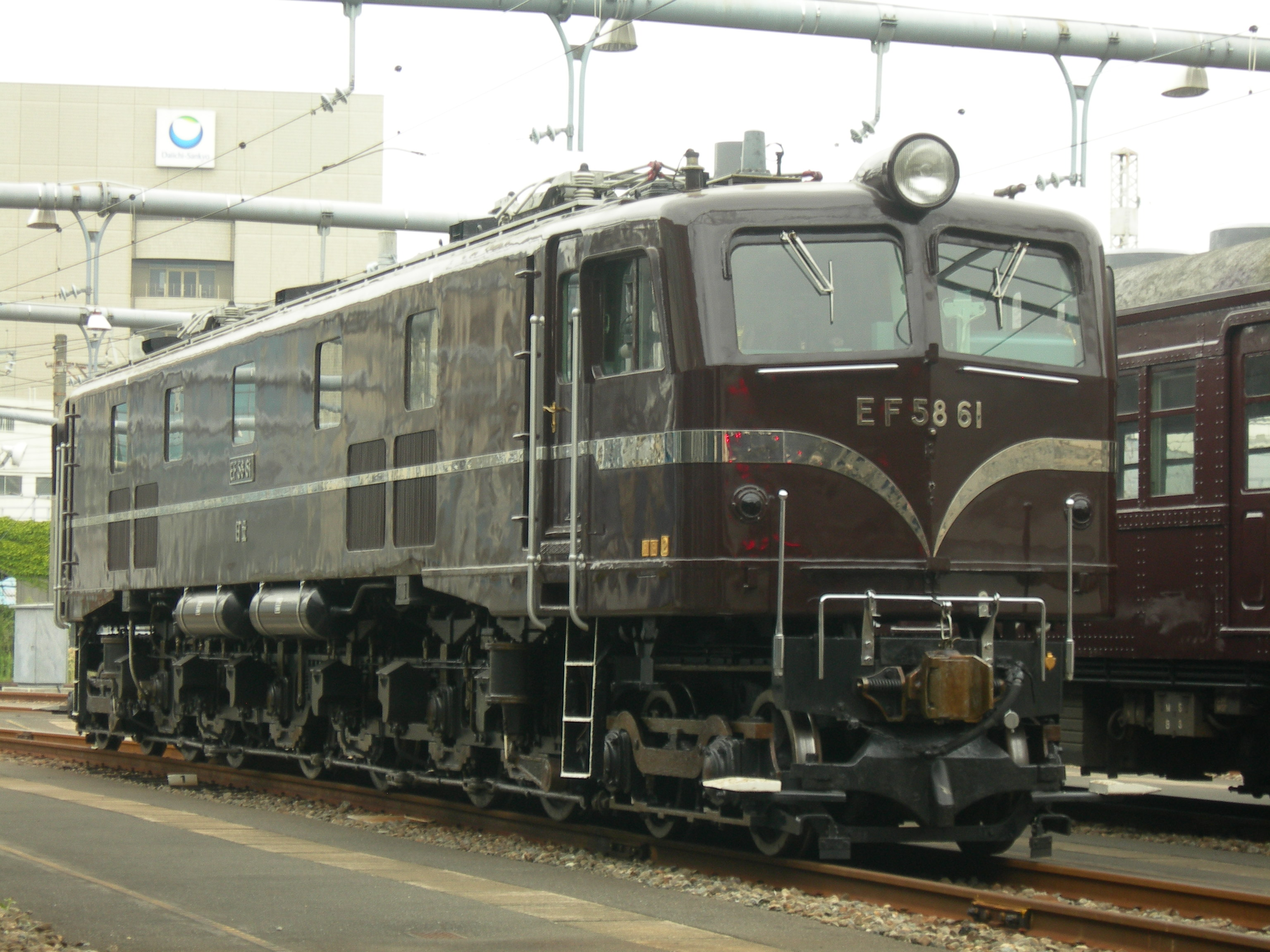
国鉄EF58形電気機関車
（写真はお召し用の61号機で日立が製作）

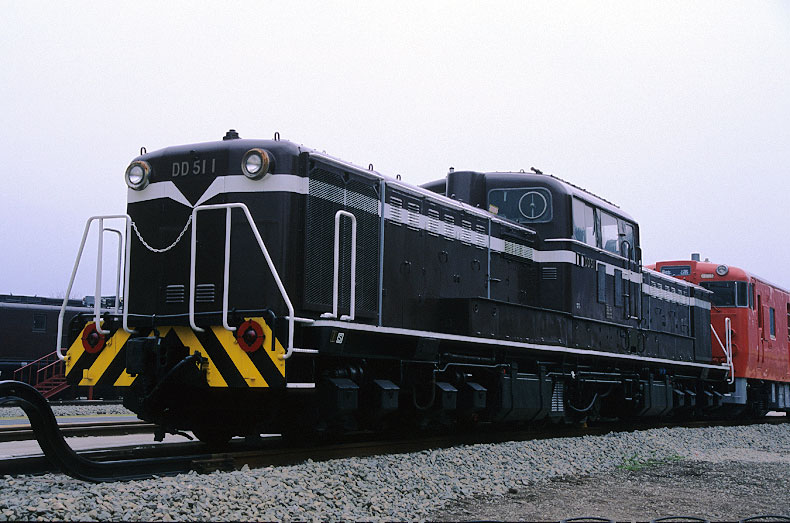
国鉄DD51形ディーゼル機関車
（写真は日立が製作した1号機）

鉄道省時代および日本国有鉄道（国鉄）時代の車両（外地・私鉄向け同形車を含む）。各年度は日立製造分のみ、製造量数は日立製造分/全製造両数とする。
- 蒸気機関車
  - 8620（1920 - 1926、1929年度 137両/全672両中）
    - 台湾総督府鉄道E500（後の台湾鉄路管理局CT150 1927年度 1/43）

  - 9600 0/770
    - 樺太庁鉄道D50（1937年度 1/5）
    - 台湾総督府鉄道E800（1927、1937年度 7/39）
    - 三菱鉱業大夕張鉄道No.3（1937年度）、No.4（1941年度）

  - 9900/D50（1925 - 1931年度 80/380）
  - C50（1929、1930、1932年度 30/145）
  - C55（1935、1936年度 10/62）
  - C56（1935 - 1938年度 40/160）
  - C57（1937 - 1939年度 30/201）
  - D51（1936 - 1944年度 212/1107）
    - 台湾総督府鉄道D51（後の台湾鉄路管理局DT650 1943、1944年度 8/32）
    - 胆振縦貫鉄道D5100（1943年度） 1/5
    - ソビエト連邦（サハリン）向けD51（1949年度 6/30）

  - D52（1944、1945年度 56/492）
  - C59（1941 - 1943、1946、1947年度 63/173）
  - C62：設計を主導し、量産試作機（C62 1 - 4）も担当。（1948 - 1949年度 21/49）
- 電気機関車
  - ED15（1926年度）
  - インド向け（1955年）
- ディーゼル機関車
  - DD51：第一次試作車（DD51 1）も担当。（1962 - 1978年度）
  - DE50：試作の1両のみ。（1970年）
- 客車
  - 20系
- 電車
  - 103系[* 1]
  - 105系
  - 113系
  - 115系
  - 201系
  - 205系
  - 211系
  - 185系
  - 415系
  - 485系
  - 583系
  - 781系
  - 711系
- 新幹線
  - 0系
  - 100系
  - 200系

### JRグループ

#### 新幹線
- JR東日本
  - E3系・E926形以外の全形式[* 2]
- JR東海
  - 300系0/9000番台
  - 700系0/9000番台
  - N700系0/1000/9000番台
  - N700S系0/9000番台
- JR西日本
  - 山陽新幹線用
    - 100系3000番台
    - 300系3000番台
    - 500系[* 3]
    - 700系3000/7000番台

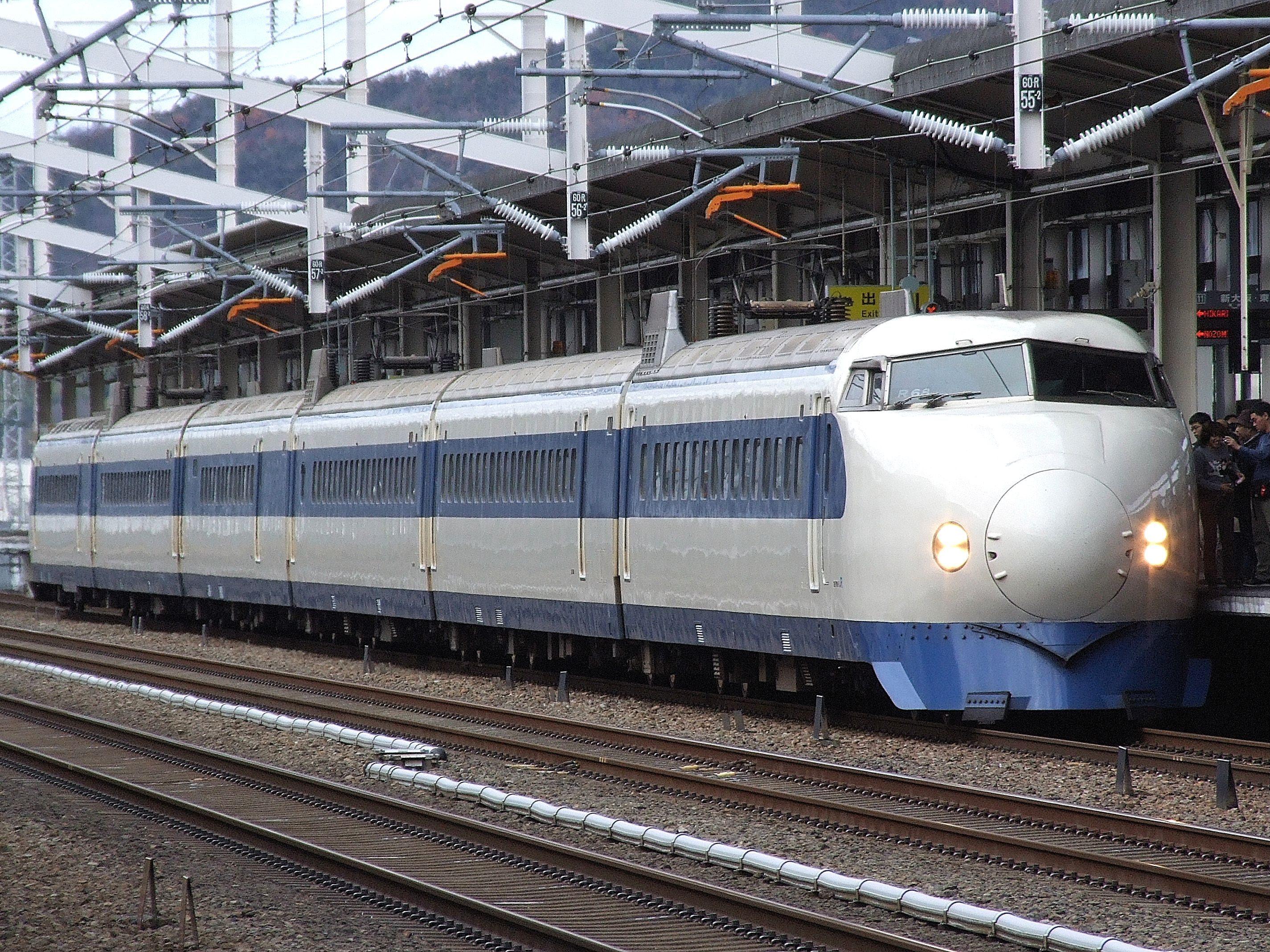
国鉄0系新幹線電車

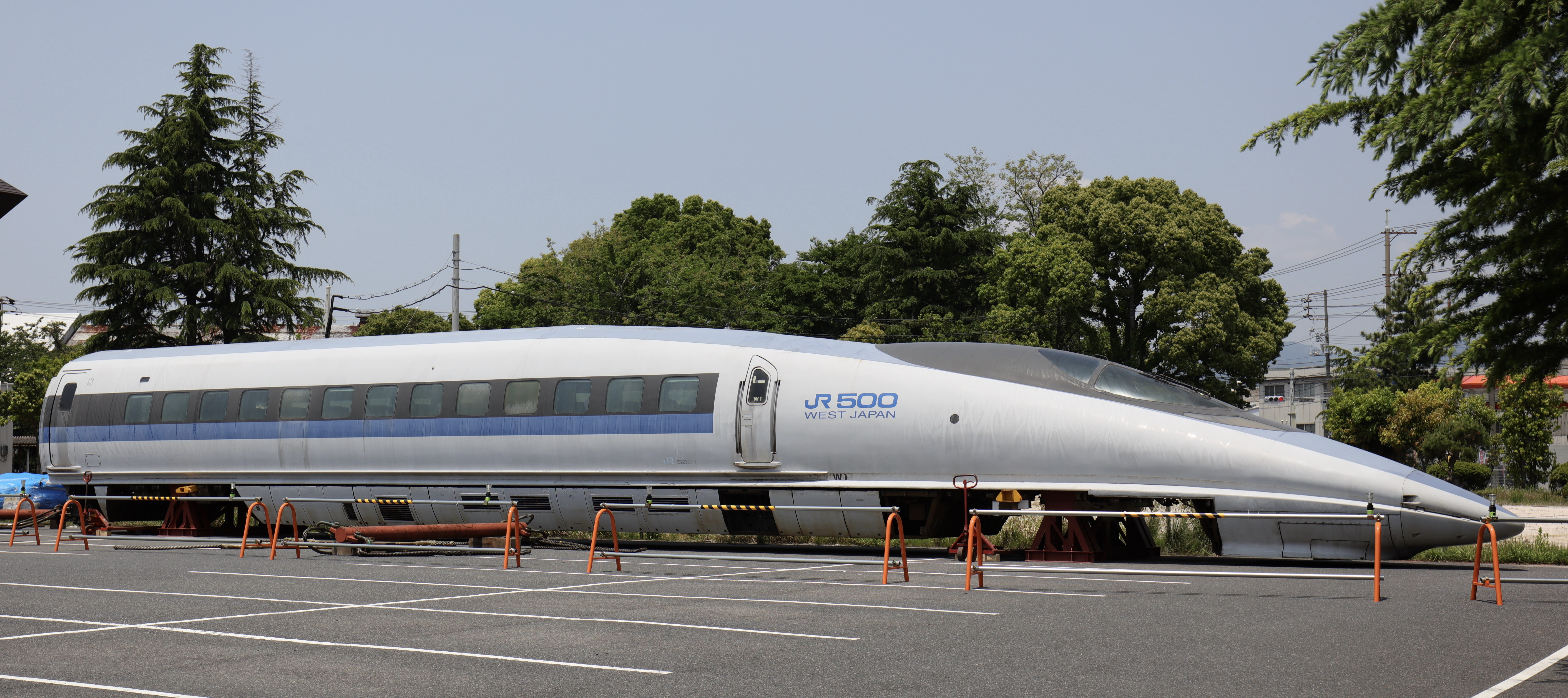
500系W1編成16号車522-1（笠戸事業所）

    - N700系3000/4000/7000番台
    - N700S系3000番台

  - 北陸新幹線用
    - W7系
- JR北海道
  - H5系
- JR九州
  - 800系[* 4]
  - N700系8000番台
  - N700S系8000番台

- 事業用車両
  - 923形
- 試作車両
  - 1000形
  - 951形
  - 962形
  - WIN350
  - 300X
  - STAR21
  - L0系（超電導リニア）950番台（改良型）先頭車両[9]

#### 在来線車両
JR北海道
- 電車
  - 785系
  - 721系
  - 731系
  - 735系
  - 737系

- 客車
  - マヤ35形

JR東日本
- 215系
- E257系
- E261系
- E351系
- E653系
- E655系
- E657系
- EV-E801系

JR東海
- 311系
- 371系
- 373系
- 383系

JR西日本
- 207系
- 221系
- 223系
- 283系
- 681系
- 683系

JR四国
- 8000系

JR九州
- 電車

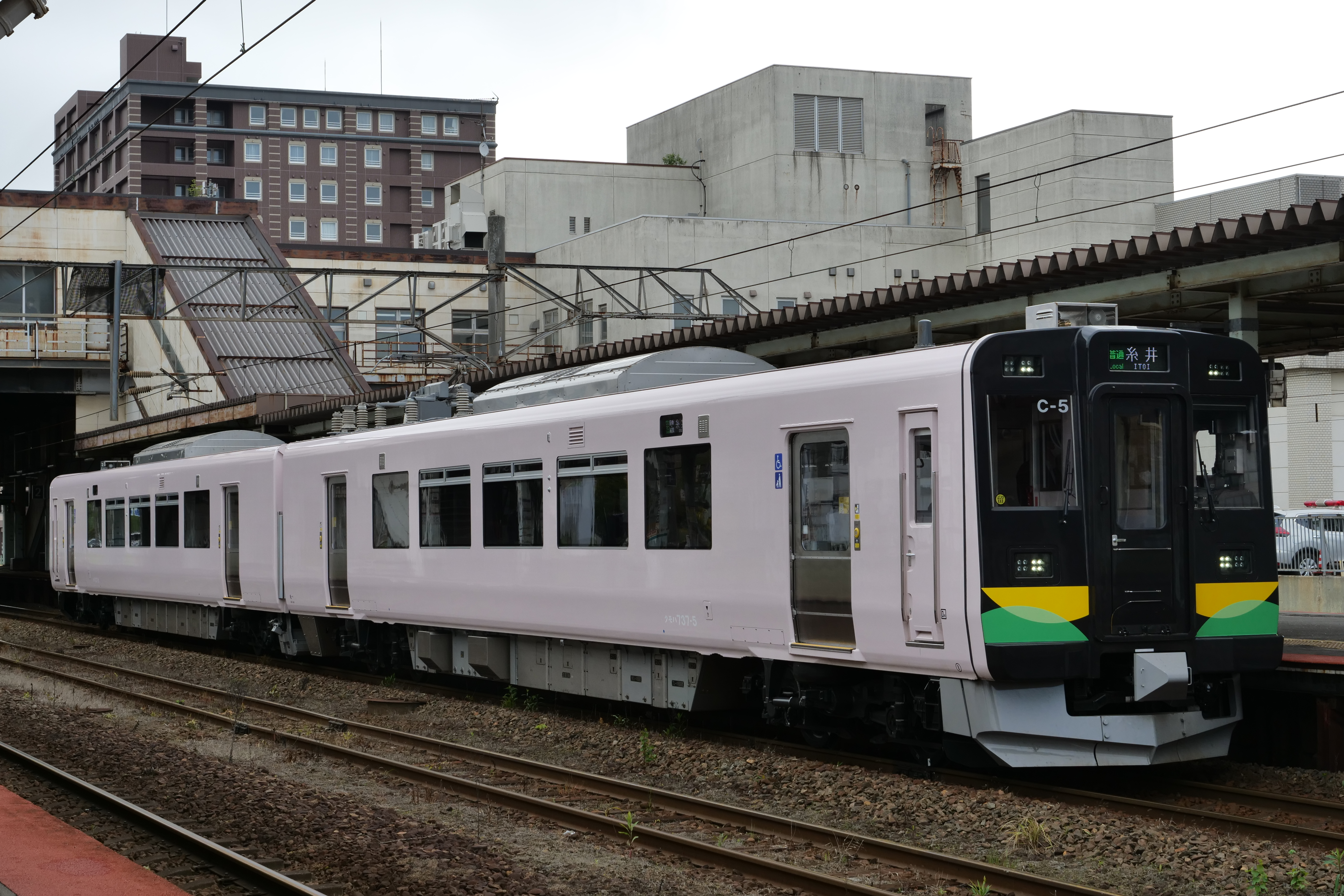
JR北海道737系

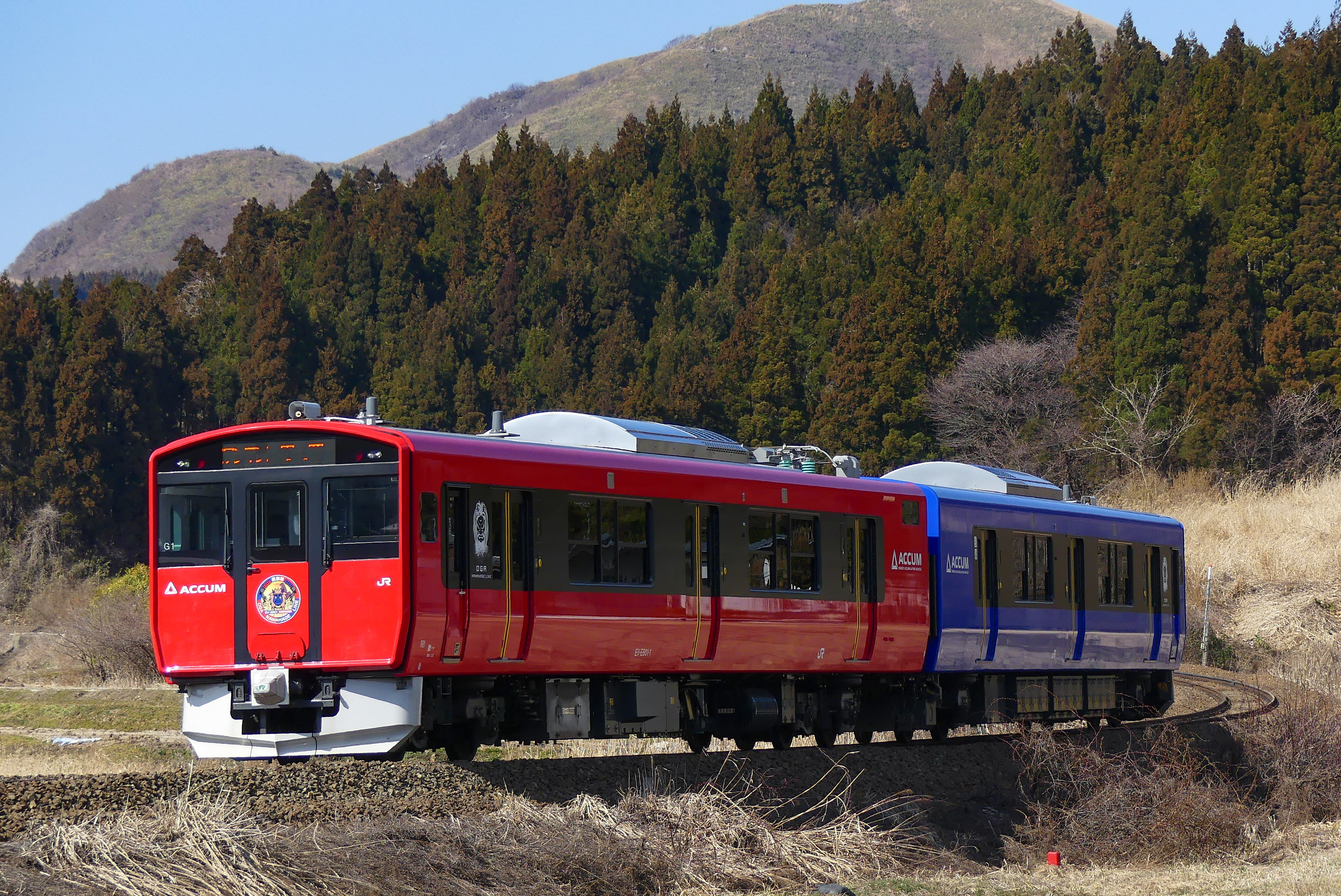
JR東日本 EV-E801系
(一般車の製造は24年ぶり)

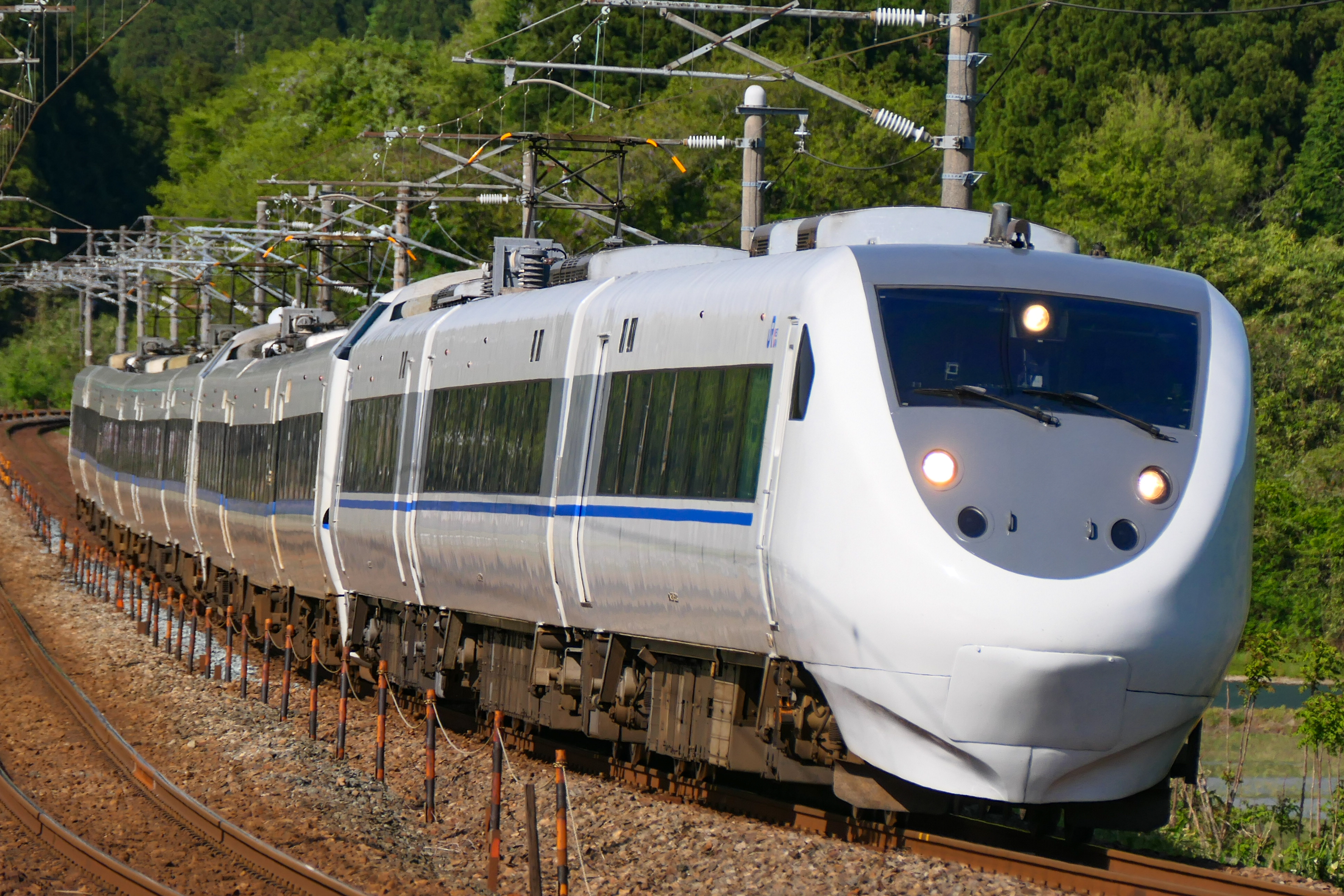
JR西日本681系

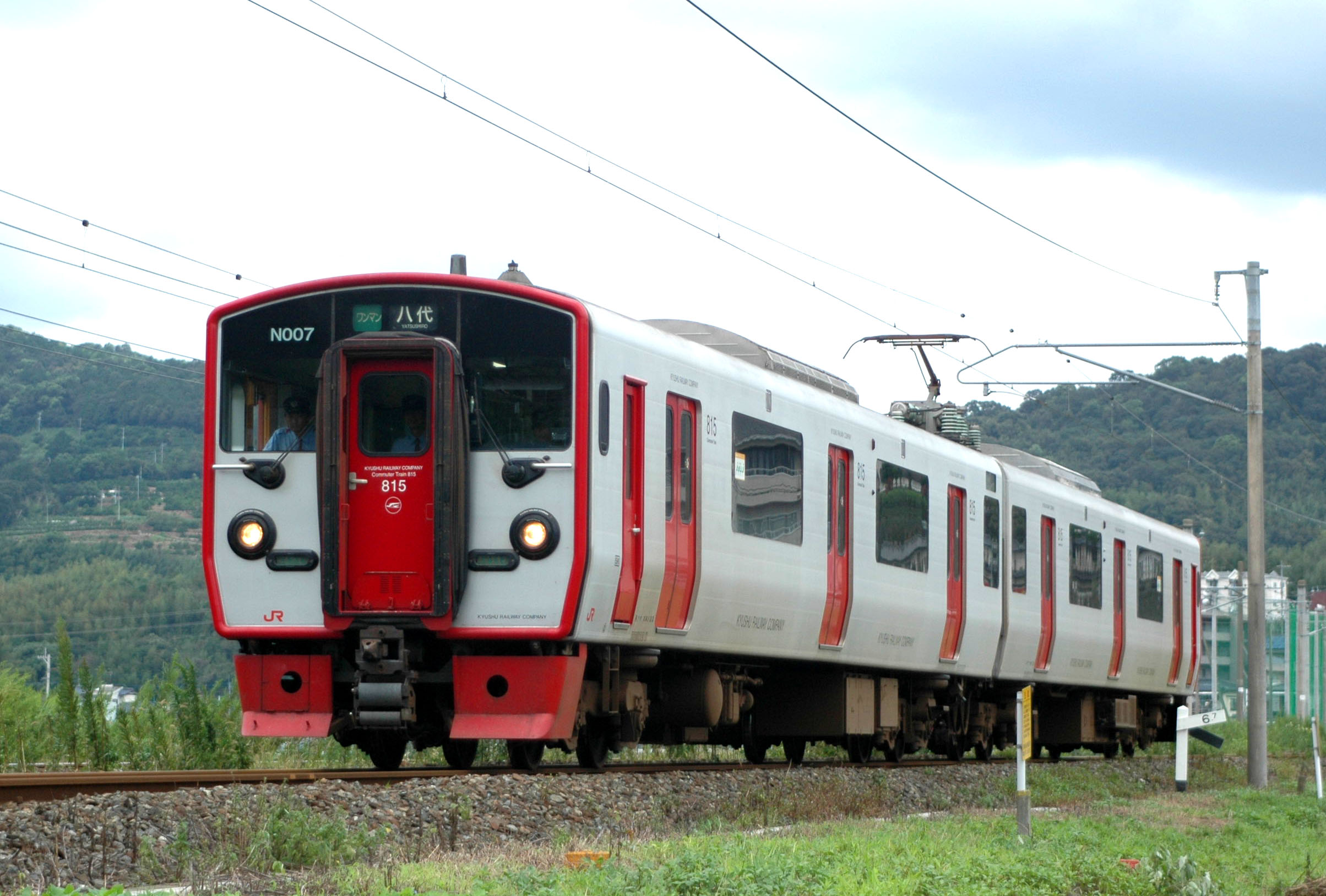
JR九州815系電車
（JRで初めてA-trainを採用）

  - 303系・813系以外の全形式 (JR九州の車両形式も参照)

- 客車
  - 77系

### 大手私鉄

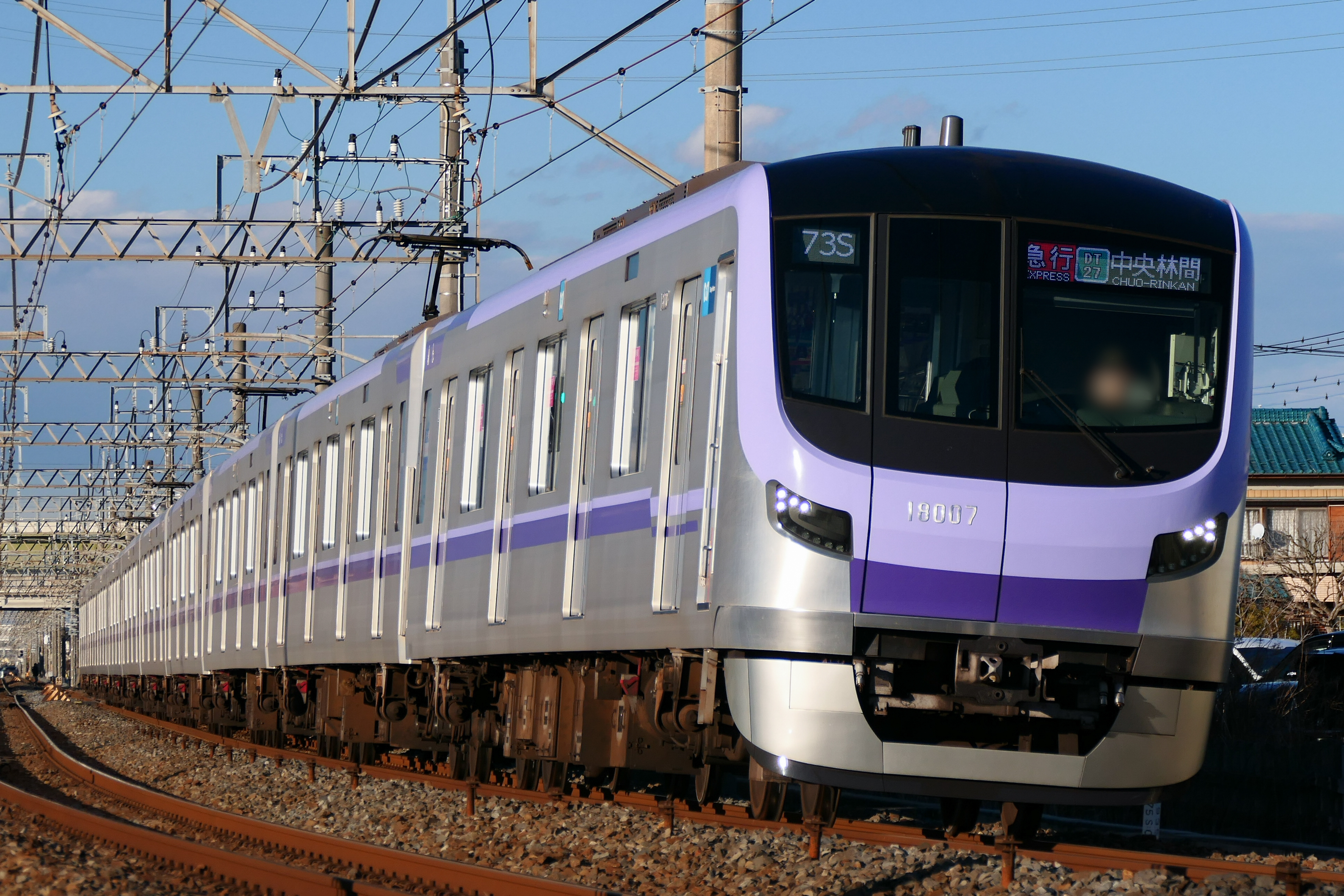
東京メトロ18000系

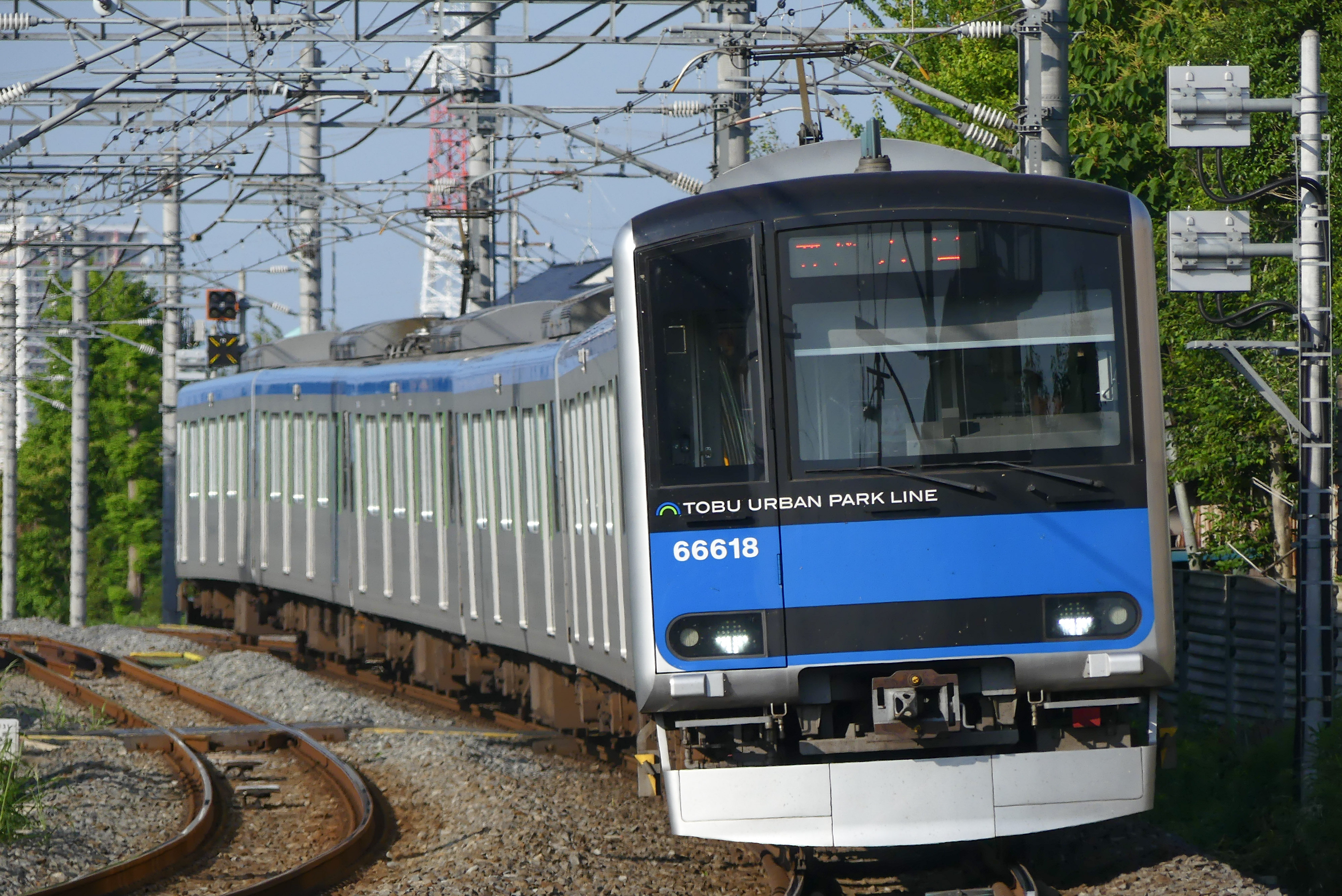
東武60000系電車

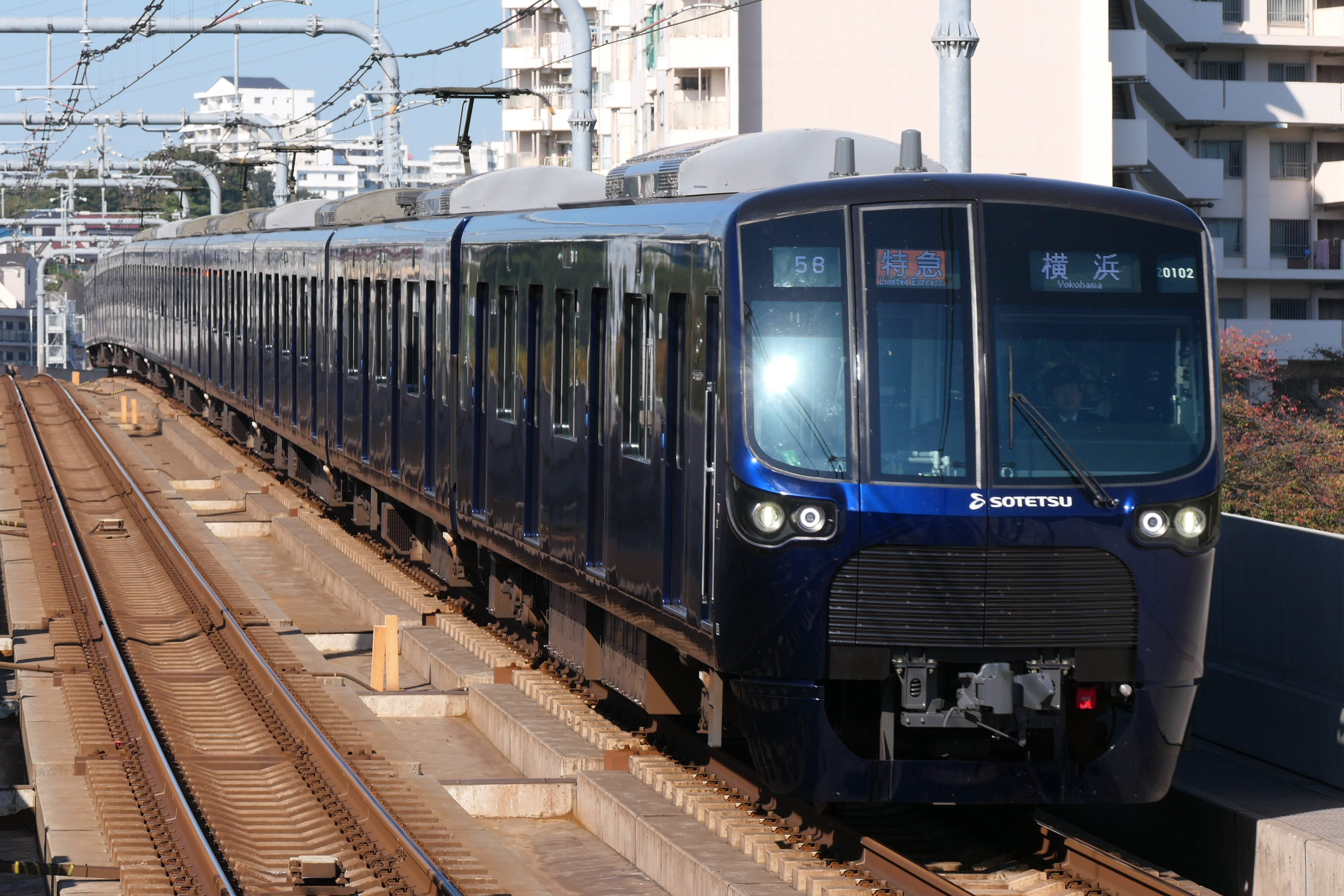
相鉄20000系

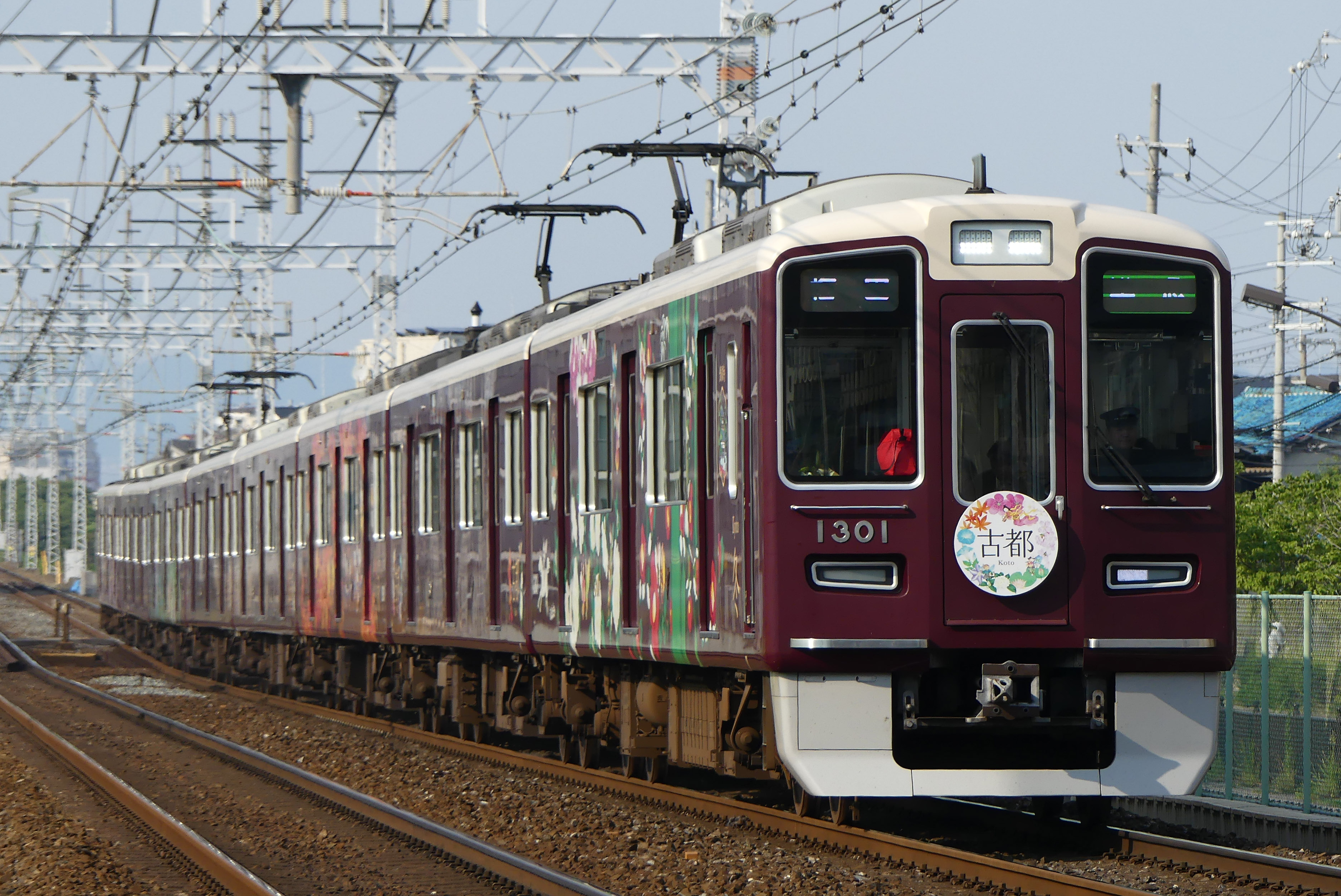
阪急1300系電車

東急電鉄
- 80形

東京地下鉄

- 05系（13次車）
- 10000系
- 15000系
- 16000系（3・4次車）
- 17000系（10両編成のみ）
- 18000系

東武鉄道

アルナ工機の鉄道線用車両製造撤退を契機に、その受け皿として再度取引に加わった（詳細はアルナ工機を参照）。それ以前にも旧型電車製造にも関わっていたが、制御機器系関連の製造は長らく行われている。
- 7870系
- 50000・50050・50070・50090系

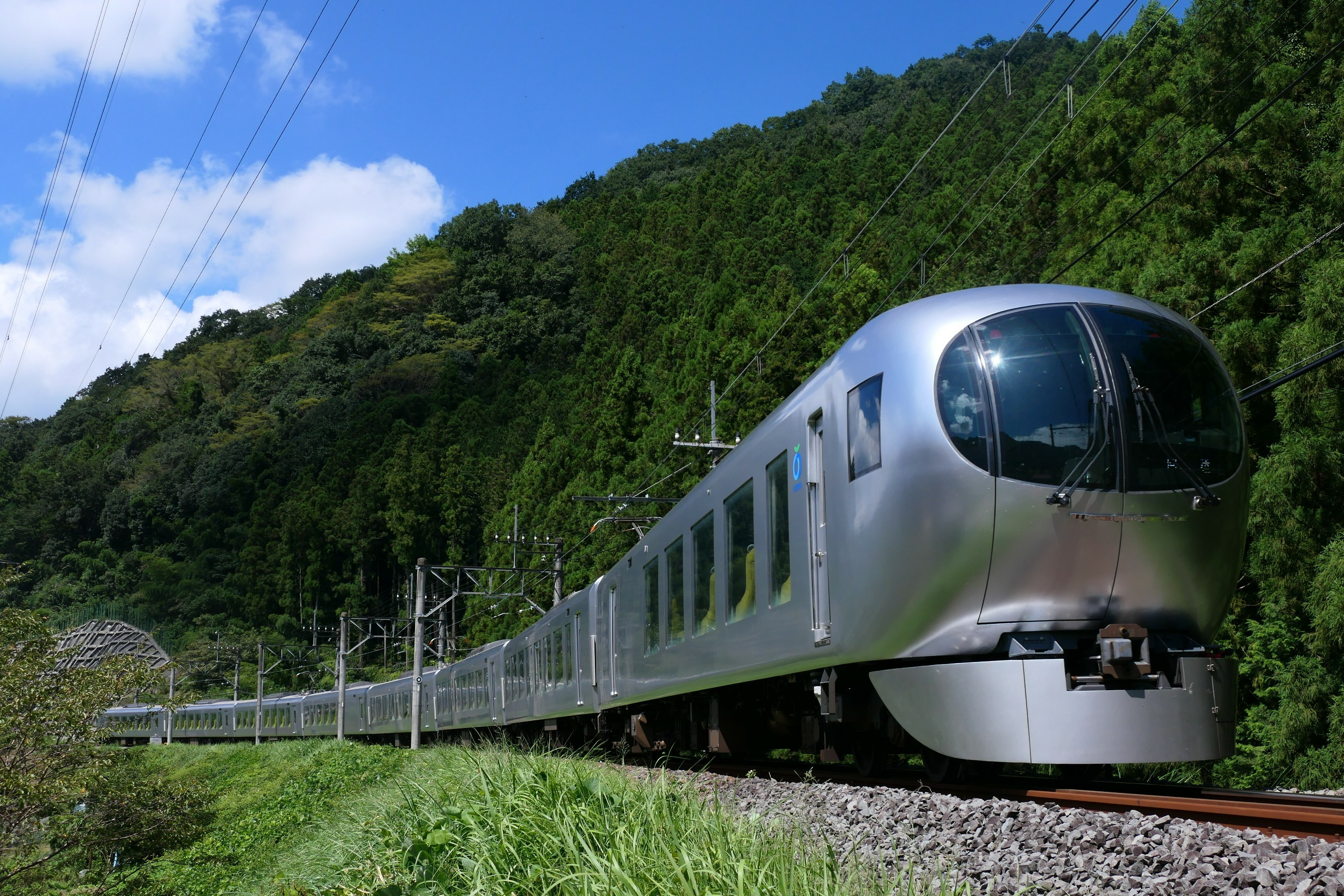
西武001系電車

- 60000系
- N100系

西武鉄道

- 5000系（レッドアロー）
- 6000系
- 10000系
- 20000系
- 30000系（スマイルトレイン）
- 001系 (Laview)

京王電鉄
- 2000系・2010系の一部。
- 初代5000系の一部。
- 6000系の初期車まで。

相模鉄道

- 初代5000系
- 旧6000系
- 7000系・新7000系
- 8000系
- 20000系・21000系

阪急電鉄

アルナ工機の鉄道線用車両製造撤退を契機に、その受け皿として取引に加わった（詳細はアルナ工機を参照）。
- 9300系以降の全形式

京阪電気鉄道
車両の生産は以下の2車種のみで、運行管理システムなどコンピュータ関係での取引が主体となっている。
- 京阪鋼索客車（初代、1955年）
- 260型（2・3次車）

南海電気鉄道
車両そのものの受注は1964年製造のコ11・21形以降途絶えているが、車両の制御装置は一部を除き全車両分を受注している。
- 1251形
- 2001形
- 1521系
- コ11・21形（高野山ケーブル、1964年）

近畿日本鉄道
車両そのものの受注は下記の西信貴鋼索線の客車のみだったが、車両の制御装置は他に多数の車両分（南大阪線はほぼ全車両）を受注している。
- コ7形（西信貴ケーブル、1957年）

西日本鉄道
- 福岡市内線・北九州線1000形の一部

### 第三セクター

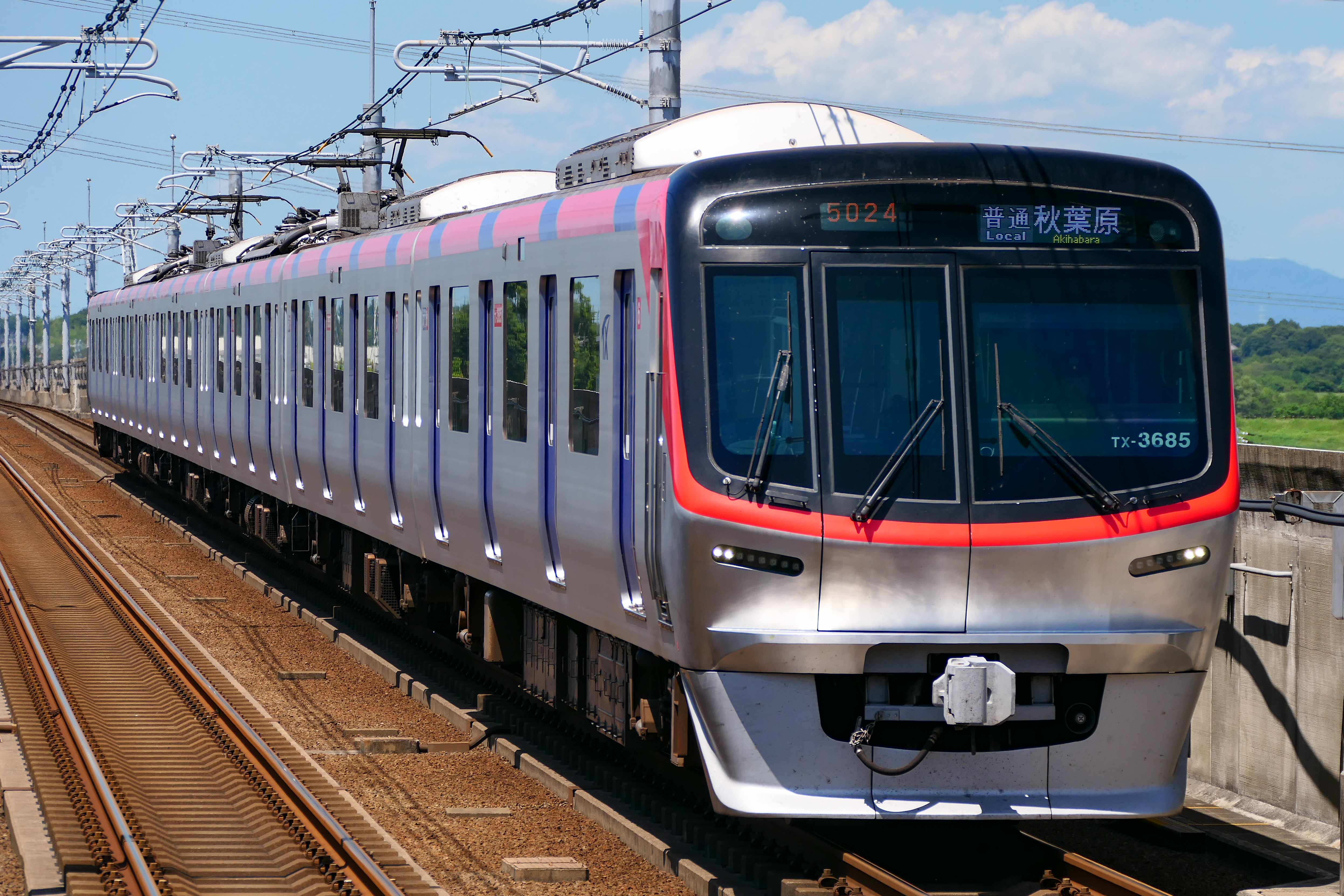
TX-3000系

首都圏新都市鉄道（つくばエクスプレス）
- TX-2000系
- TX-3000系

東葉高速鉄道
- 2000系

### 公営
札幌市交通局（札幌市電）
- 330形電車（1958年） - 「札幌スタイル」の嚆矢

仙台市交通局（仙台市地下鉄）

- 3000系

東京都交通局（都営地下鉄）
- 5000形電車（1960年）

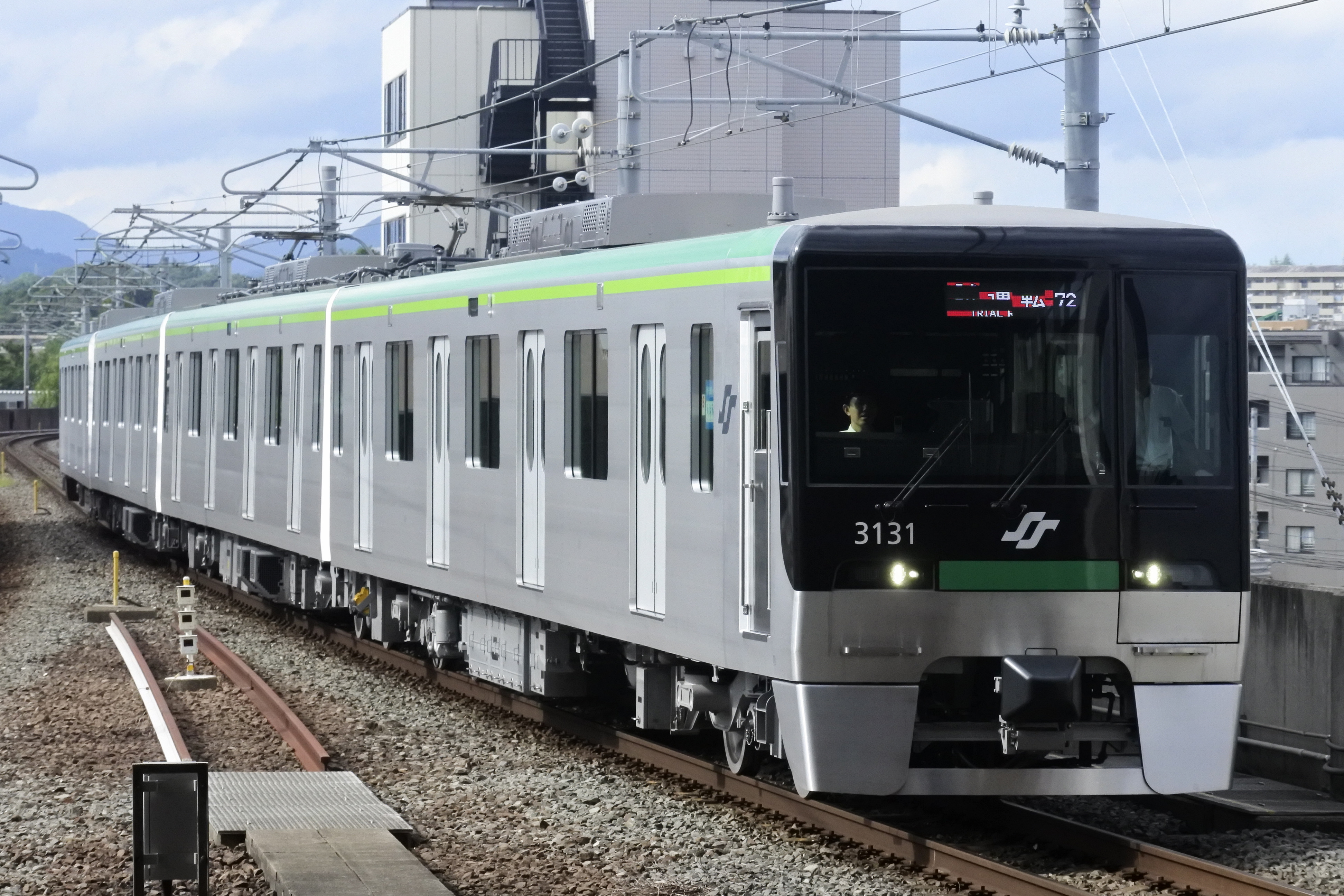
仙台市営地下鉄3000系

- 6000形電車（1968年製の1次車と1972年製日比谷開業用と1次車組み込み6連化用中間車2両の2次車）
- 10-000形電車（1986年製篠崎開業用3次車）
- 5300形電車（1990年度の1次車、1993年度の4次車、1995年度の6次車を担当した）
- 12-000形電車

名古屋市交通局（名古屋市営地下鉄）
- 5000形電車
- 2000形電車
- 3000形電車
- N3000形電車
- 6000形電車

大阪市交通局→大阪市高速電気軌道

- 10系電車
- 20系・新20系電車
- 400系電車

京都市交通局（京都市営地下鉄）
- 10系電車

福岡市交通局
- 1000系
- 3000系

鹿児島市交通局（鹿児島市電）

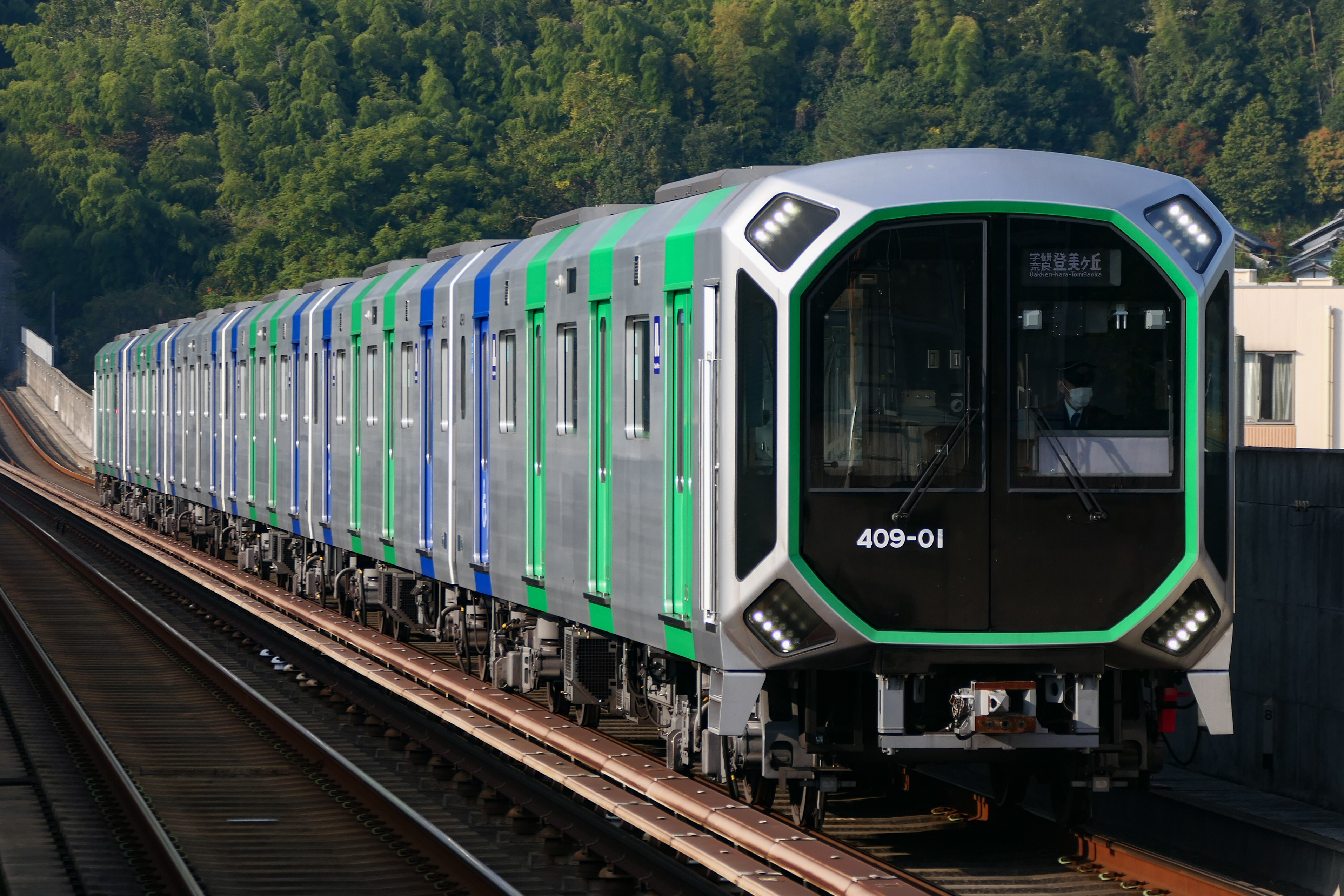
大阪メトロ400系

- 600形（601 - 604、1959年）

### モノレール
東京モノレール

全車両（全形式）を製造。

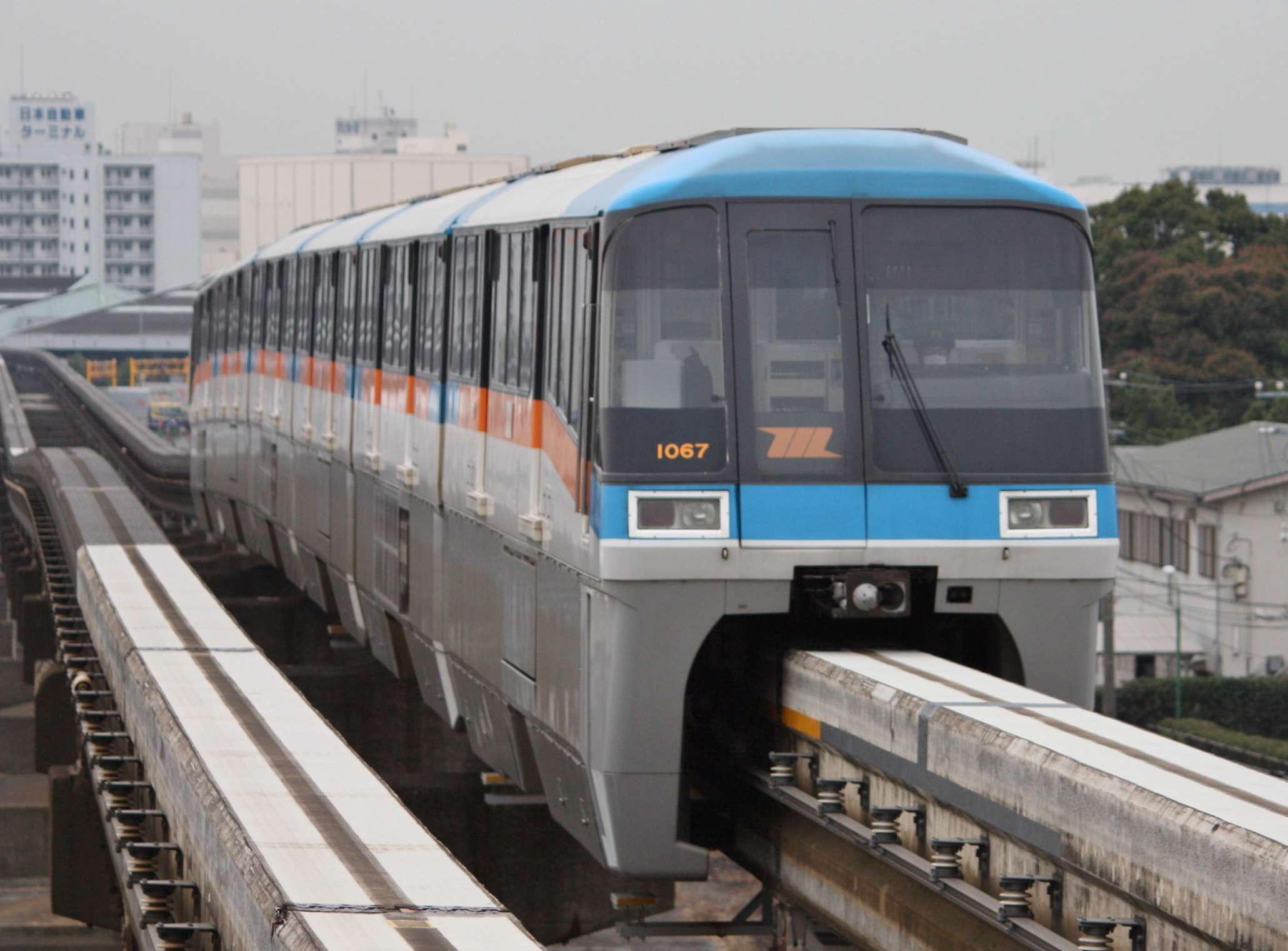
東京モノレール1000形電車

- 100・200・300・350形（1964年 - ）
- 500形
- 600形
- 700形
- 800形
- 1000形
- 2000形
- 10000形

多摩都市モノレール
- 1000系

大阪モノレール

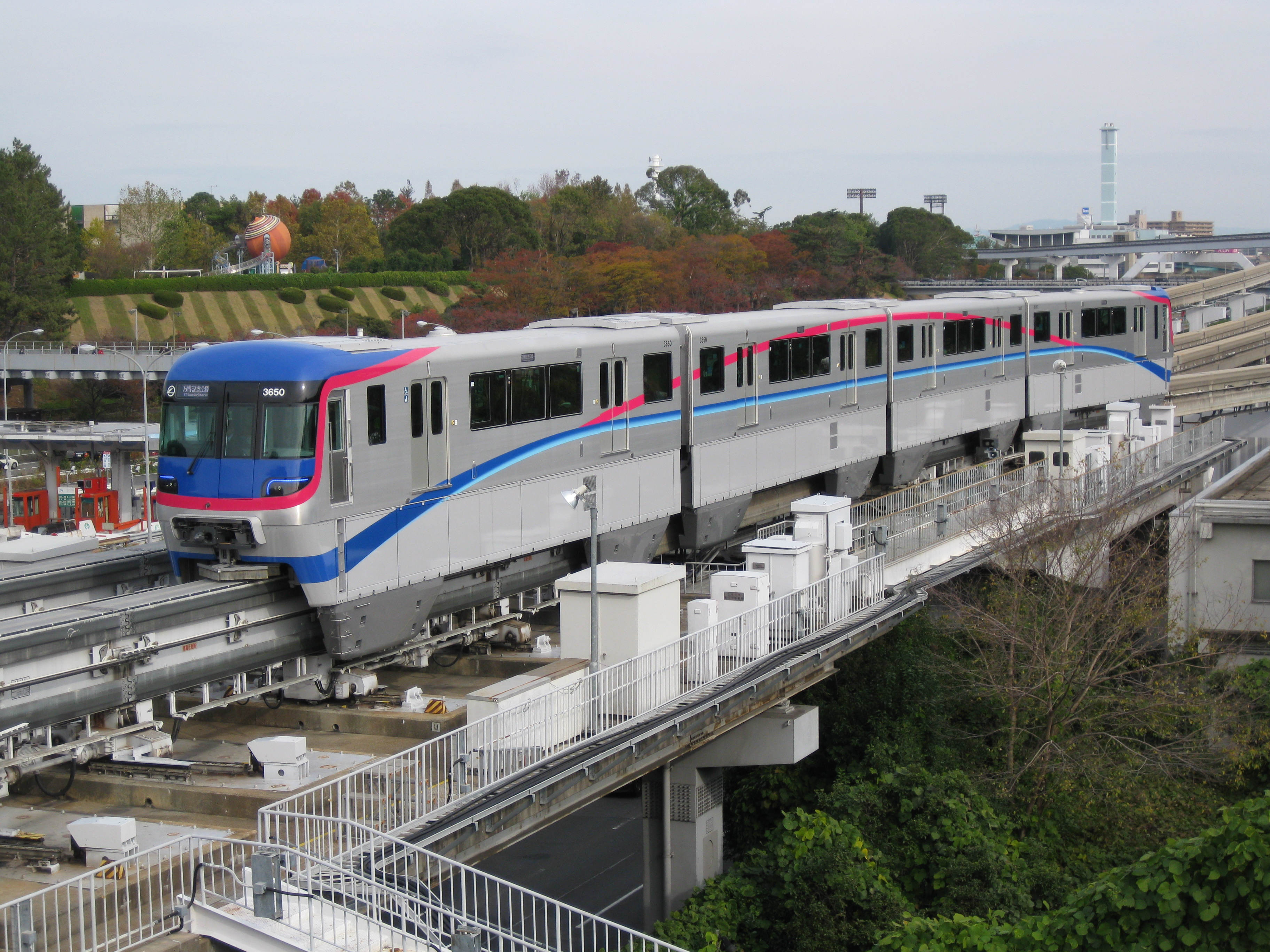
大阪モノレール3000系

- 1000系（3・4・32・24・25編成を除く）
- 2000系（15・16編成を除く）
- 3000系

舞浜リゾートライン
全車両（全形式）を製造。舞浜リゾートラインディズニーリゾートライン#車両を参照。
名古屋鉄道
- モンキーパークモノレール線 MRM100形（1962年）

沖縄都市モノレール
- 1000形

### 日本国外向け

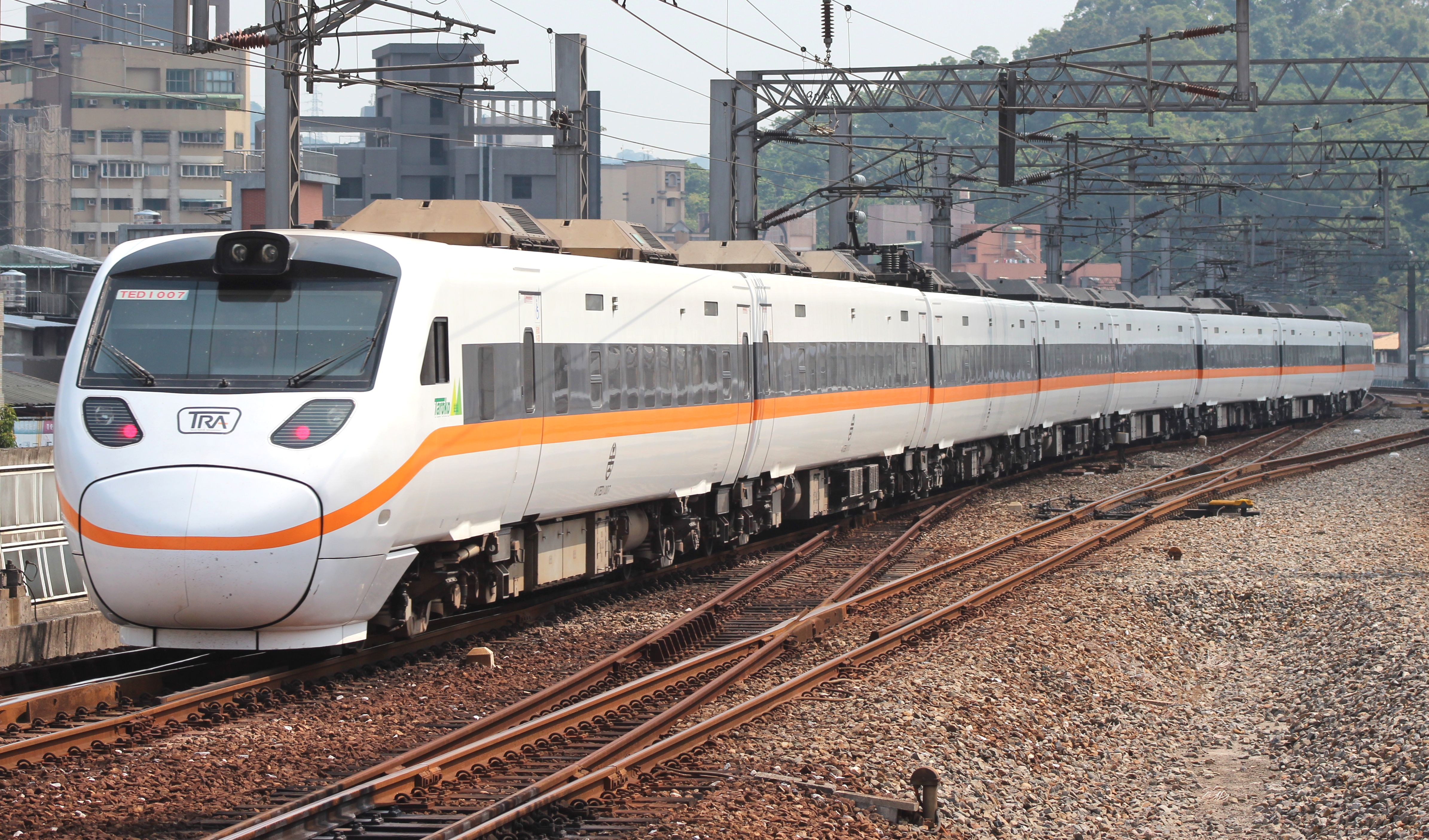
台湾鉄路管理局太魯閣号（TEMU1000型電車）

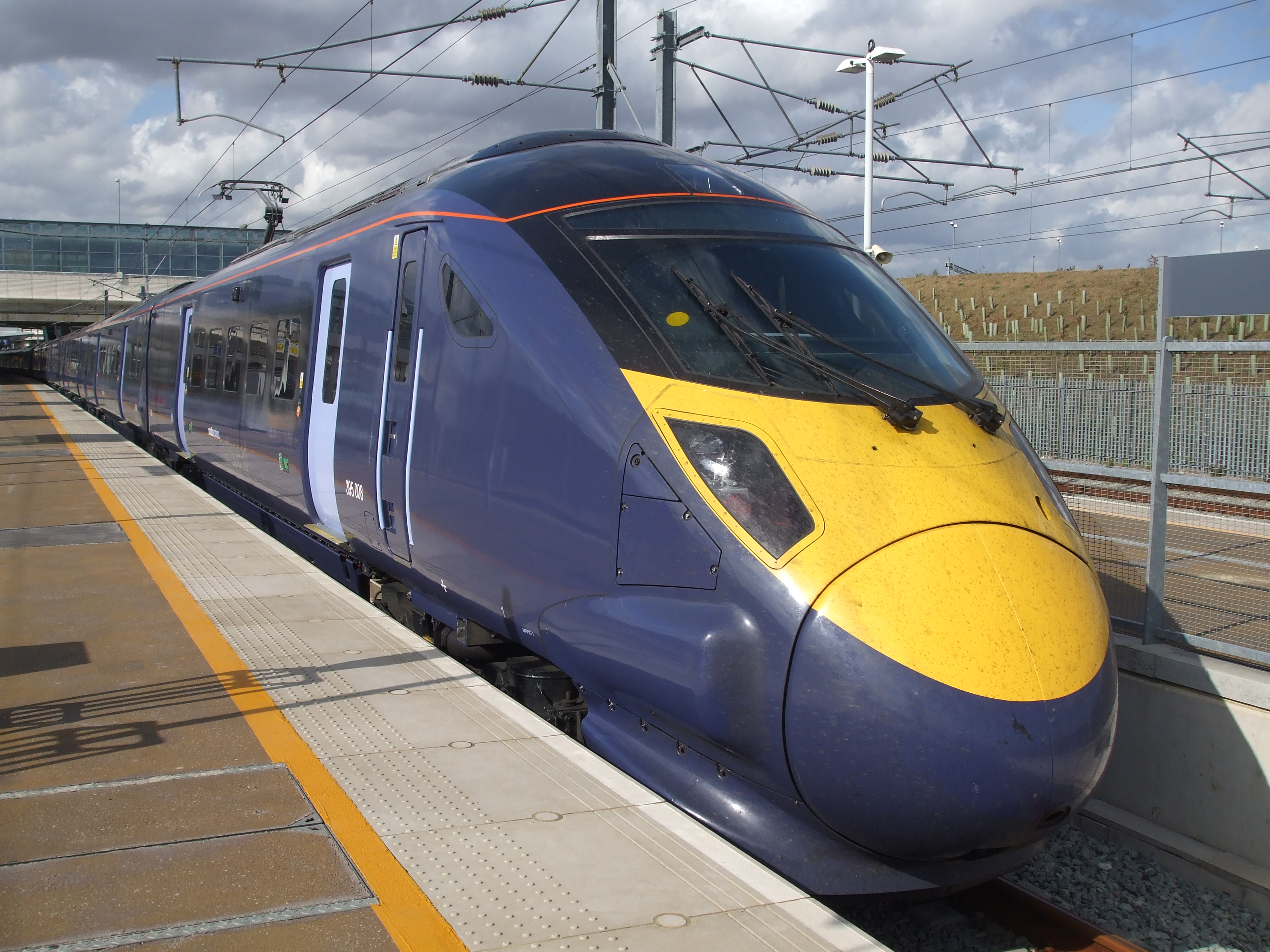
イギリスCTRL・395形

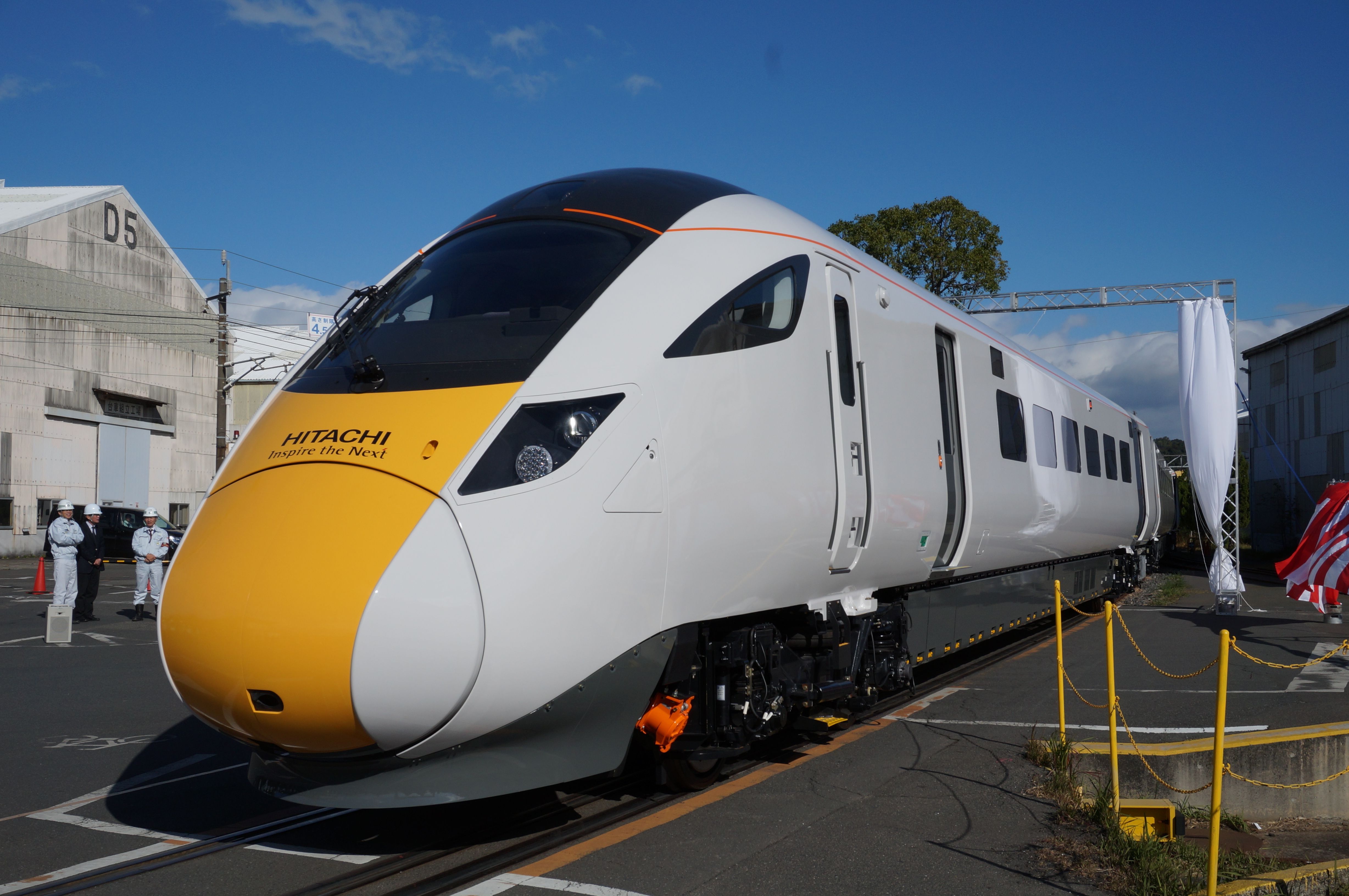
イギリスIEP・800形

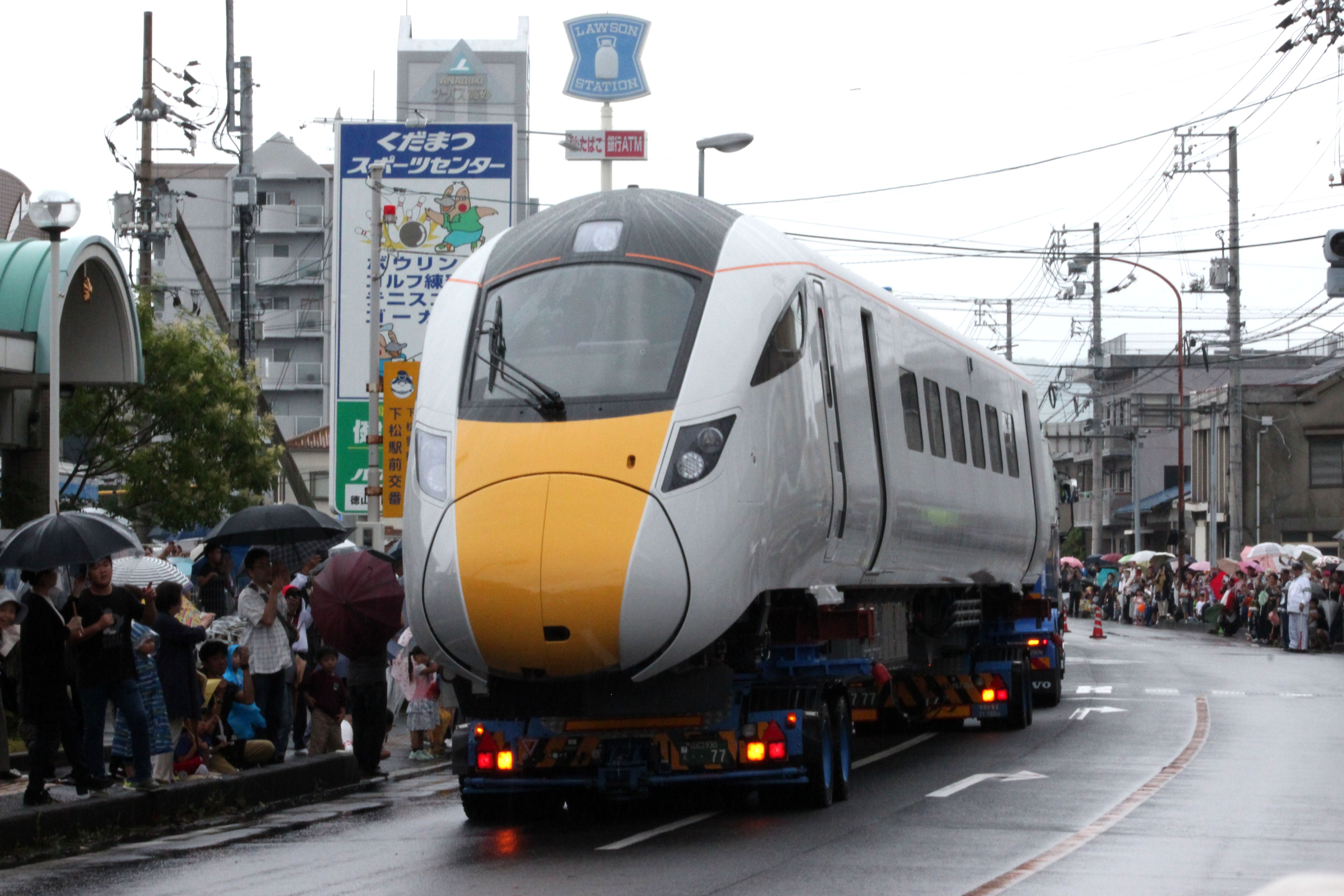
800形（クラス800）下松市制80周年記念事業・クラス800先頭車日中陸送（2019年7月14日）

#### 韓国
鉄道庁→韓国鉄道公社
- 韓国鉄道1000系電車 (1974年)
- 韓国鉄道公社200000系幹線電気動車 (TEC) (2008年)

公営
- ソウル特別市地下鉄公社1000系電車 (初代) (1974年)
- 大邱都市鉄道公社3000系電車 (2013年)

#### 台湾
台湾鉄路管理局
- 台湾鉄路管理局DR2900型気動車（1986年）
- 台湾鉄路管理局DR3000型気動車（1990年）
- 台湾鉄路管理局TEMU1000型電車（2006年）
- 台湾鉄路管理局EMU3000型電車（2021年）

台湾高速鉄道
- 台湾高速鉄道700T型電車（2004年）

新北捷運
- 新北捷運三鶯線電車（2023年）

#### イギリス
- イギリス鉄道395形電車（2009年）[36]
- イギリス鉄道800形（2014年）[* 13]
- イギリス鉄道385形電車（2018年）[37]

#### アルゼンチン
アルゼンチン国鉄
- ウルキサ線吊掛電車（M.U.3800/M.F.U.3000）（1973年）
- ロカ線交流電車（M./R.4000）（1983年・1984年に製造されたアルゼンチン初のサイリスタ制御のカルダン式電車）

## 日立製作所水戸工場で製造された車両
昭和30年代以降に製造された、主に交流・直交流機。
- 電気機関車
  - EF58形
  - ED75形
  - EF80形
  - EF81形
  - EF200形

ほか
水戸工場ではED500形を最後に機関車の製造を打ち切っている。

## スポーツ
笠戸事業所では、男子サッカー部、男女バスケットボール部の存在が知られる。
2014年現在、サッカー部（日立製作所笠戸サッカー部）は地域リーグである中国サッカーリーグに所属。ただし近年は一つ下のカテゴリーである山口県社会人サッカーリーグ1部との昇降格を繰り返している。
バスケットボール部は、男女とも全日本実業団バスケットボール選手権大会・全日本実業団バスケットボール競技大会の常連（中国地方代表）ではあるが、本大会ではなかなか上位に食い込めるところに到っていない。